# Hamburg-Diebsteich
Hamburg Diebsteich – stacja kolejowa w Hamburgu, w Niemczech. Znajduje się tu 1 peron.